# ほんとはね
『ほんとはね』（ほんとはね）は、Aqua Timezの2作目の配信限定シングル。2008年2月9日から配信。

## 概要
前作「いつもいっしょ」以来、1年3ヶ月ぶりの配信限定シングル。
2ndアルバム『ダレカの地上絵』をリリースし、その制作過程で生まれたが、アルバムには収録せずに温められていたのがこの曲。
「いつもいっしょ」の時と同様に、配信限定発売を記念して、「ほんとはね スペシャルライブ」が2008年3月に行われた。
2008年5月8日にリリースされた6thシングル「虹」のM-3に収録されている。

## 収録曲
1. ほんとはね - アルバム『うたい去りし花』の7曲目に収録されている。
2. ほんとはね(Instrumental)

- 作詞・作曲：太志（全曲）